# Литвиново (Невельский район)
Литвиново — деревня в Невельском районе Псковской области России. Входит в состав Туричинской волости.

## География
Расположена на южном побережье озера Литвиновского, в 36 километрах к юго-западу от районного центра, города Невеля, и в 4 км к западу от волостного центра, деревни Туричино.

## Население
| 2001 | 2002 | 2010 |
| ---- | ---- | ---- |
| 22   | ↗32  | ↘24  |

Численность населения деревни по оценке на начало 2001 года составляла 22 жителя.